# Мостовляны (Подляское воеводство)
Мостовляны (пол. Mostowlany) — деревня в Польше на левым берегу реки Свислочь, на границе с Беларусью. Находится в составе Белостоцкого повета Подляского воеводства, часть сельской гмины Грудек, в 5 км на юго-восток от железнодорожной станции Зубки, в 8 км к югу от шоссе 65.

## История
Согласно польской переписи населения 1921 года численность населения составляла 52 человека (все православные белорусы)
С 12 октября 1940 года центр Мостовлянского сельсовета Свислочского района Белостокской области БССР, с 20 сентября 1944 года в составе Гродненской области. 16 августа 1945 года вошла в состав ПНР.

## Достопримечательности
- Православная церковь Св. Иоанна Богослова (1862 г., перестроена в 1908—1909 гг.).
- Грекокатолическая часовня, в настоящее время православная (конец XVIII в.).
- Памятник Константину (Кастусю) Калиновскому. Надписи на памятнике выполнены на польском языке и на белорусском языке латинским алфавитом.

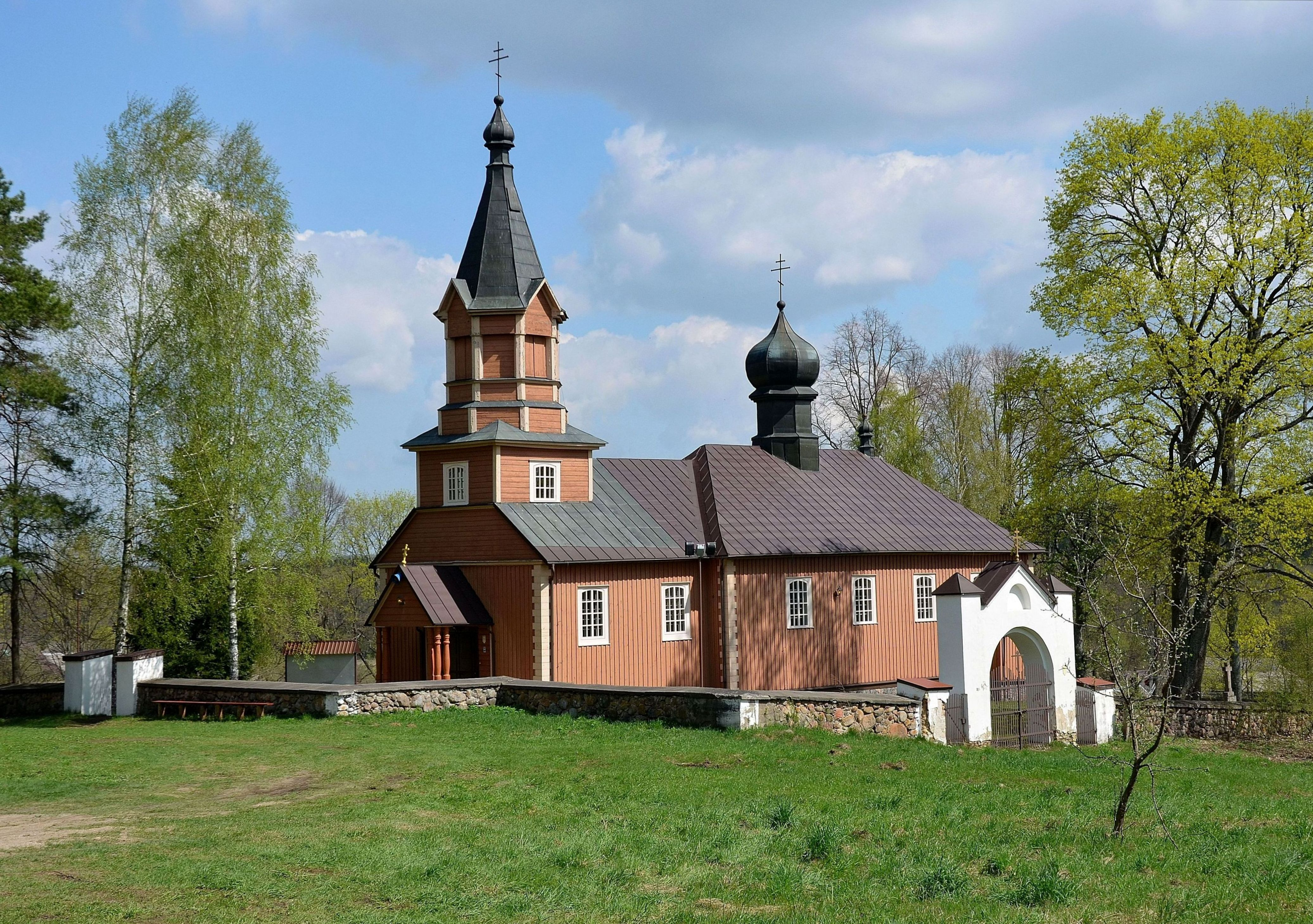
Православная церковь Св. Иоанна Богослова
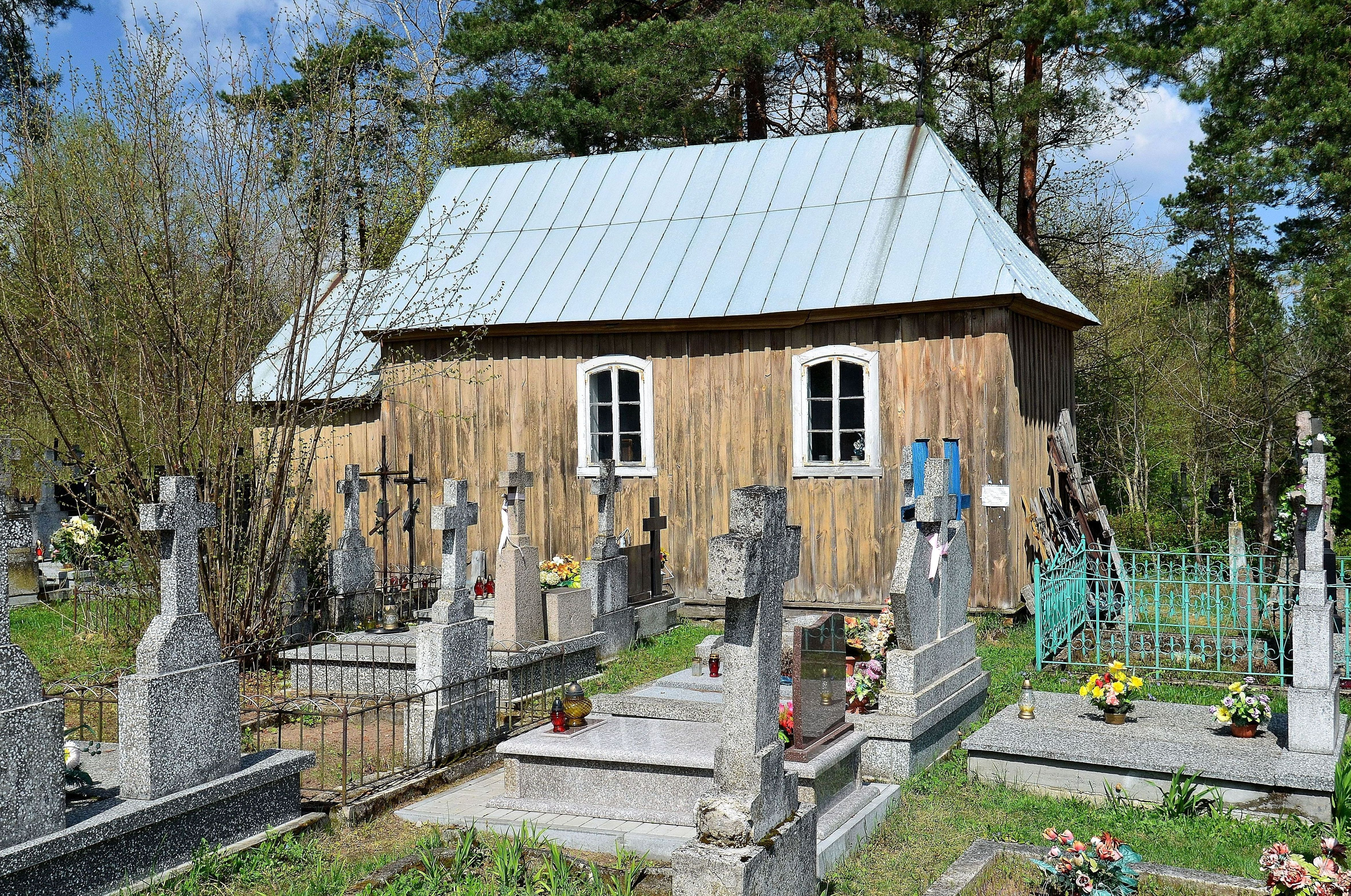
Часовня на кладбище
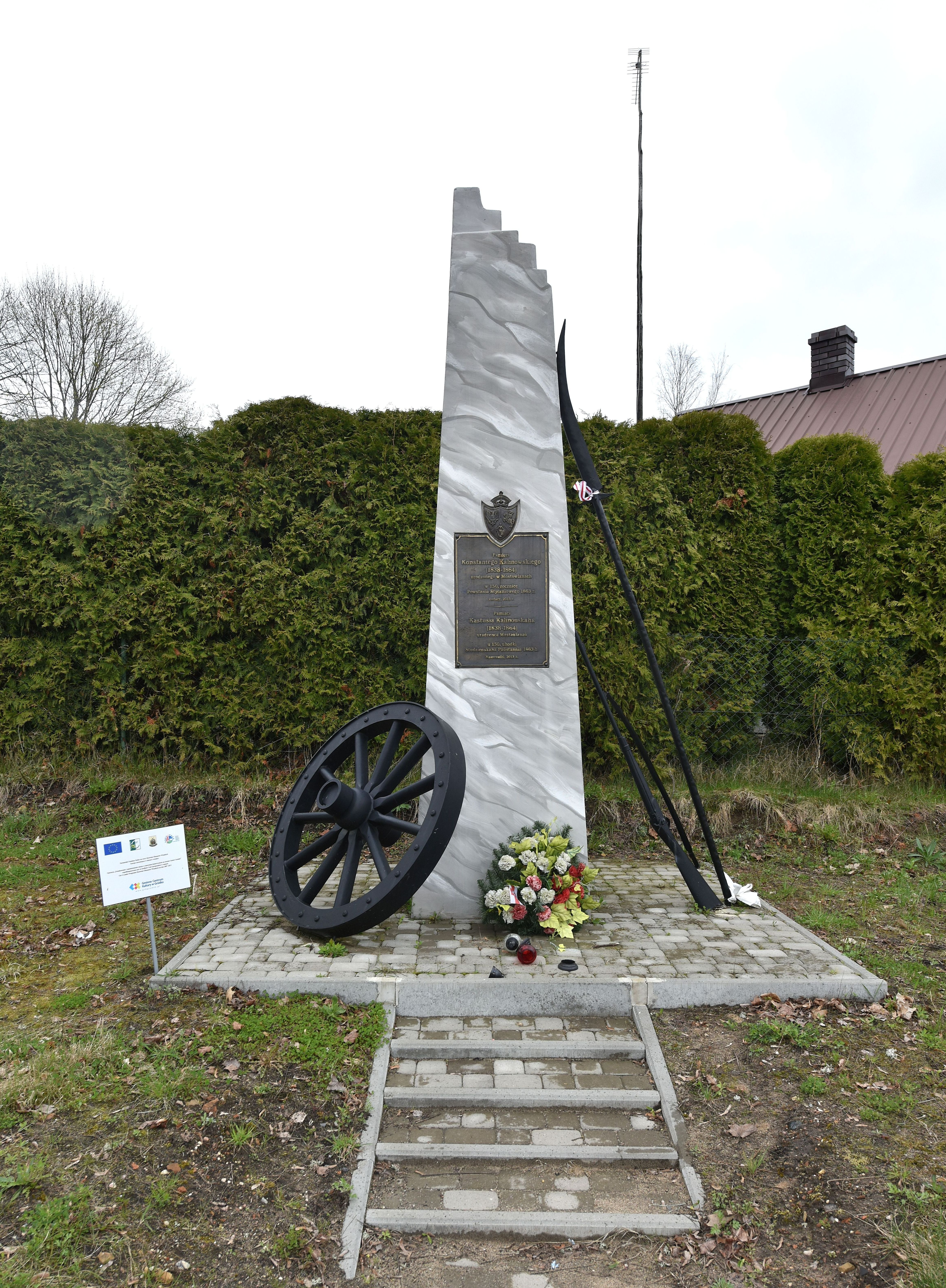
Памятник Константину (Кастусю) Калиновскому

## Известные лица
- Виктор Отан Калиновский (1833—1862) — историк, археограф, библиофил, участник национально-освободительного движении 1860-х г. Старший брат Константина (Кастуся) Калиновского.
- Константин (Кастусь) Калиновский (1838—1864) — национальный герой Польши, Белоруссии и Литвы, один из руководителей польского восстания 1863—1864 годов.